# Rhabdomastix arnaudi
Rhabdomastix arnaudi är en tvåvingeart som beskrevs av Alexander 1964. Rhabdomastix arnaudi ingår i släktet Rhabdomastix och familjen småharkrankar. Inga underarter finns listade i Catalogue of Life.